# 四新岗镇
四新岗镇，是中华人民共和国湖南省常德市临澧县下辖的一个乡镇级行政单位。

## 行政区划
四新岗镇下辖以下地区：
四新岗社区、天鹅村、丰台村、青林村、斋阳村、竹园村、马家村、毛花村、杨柳村、百草村、珠日村、老屋村、龙泉堰村、七张村、大垱村、神堰村、楼房村、永丰村、双九村、牯牛村、雨台村、蔡家村和清明村。